# Aartsbisdom Ibadan
Het aartsbisdom Ibadan (Latijn: Archidioecesis Ibadanensis) is een rooms-katholiek aartsbisdom met als zetel Ibadan, de hoofdstad van de staat Oyo in Nigeria. 

## Geschiedenis
Het aartsbisdom werd opgericht op 13 maart 1952, uit het aartsbisdom Lagos, als de apostolische prefectuur Ibadan. Op 12 april 1958 werd het verheven tot bisdom, en op 26 maart 1994 tot metropolitaan-aartsbisdom. 

## Parochies
In 2019 telde het aartsbisdom 49 parochies. Het aartsbisdom had in 2019 een oppervlakte van 28.000 km2 en telde 5.960.540 inwoners waarvan 6,0% rooms-katholiek was.

## Suffragane bisdommen
Ibadan heeft vijf suffragane bisdommen, waarmee het een kerkprovincie vormt:
- Bisdom Ekiti
- Bisdom Ilorin
- Bisdom Ondo
- Bisdom Osogbo
- Bisdom Oyo

## Bisschoppen
- Richard Finn (13 maart 1953 - 3 juli 1974)
- Felix Alaba Adeosin Job (5 oktober 1974 - 29 oktober 2013; hulpbisschop sinds 11 maart 1971; eerste aartsbisschop)
- Gabriel ’Leke Abegunrin (29 oktober 2013 - heden)

Ibadan (aartsbisdom) · Ekiti · Ilorin · Ondo · Osogbo · Oyo